# Kirsan Ilioumjinov
Kirsan Nikolaïevitch Ilioumjinov (en russe : Кирсан Николаевич Илюмжинов), né le 5 avril 1962 à Elista, est un homme politique russe, président de la Kalmoukie, une des républiques de Russie, du 23 avril 1993 au 24 octobre 2010.
Il fut président de la Fédération internationale des échecs de novembre 1995 à juillet 2018.
Il rachète le journal Vzglyad et créé une nouvelle du version du journal et le nomme Novy Vzgliad.

## Biographie

### Jeunesse et vie privée
Sa famille vient des déportations du peuple kalmouks en 1942 vers la Sibérie. Il a grandi avec ses deux frères à Elista, après que les Kalmouks ont été autorisés à revenir après la mort de Staline.
Assez vite il se passionne pour les échecs et gagne le championnat national d'échecs de Kalmoukie en 1976 à l'âge de 14 ans.
Dans son parcours professionnel il est mécanicien, militaire, étudiant à l'Institut d'État des relations étrangères de Moscou de 1983 à 1989 ou encore dans le secteur automobile. C'est le secteur privé qui fera sa richesse.
Dans sa vie privée, il fut marié trois fois et a un fils.
En plus de la langue kalmouk et de la langue russe, il parle couramment l'anglais, le japonais et parle un peu le coréen, le mongol et le chinois.

### Engagement dans les échecs et ses polémiques
À la tête de la Fédération internationale des échecs, il organisa de 1996 à 2016 le Championnat du monde d'échecs :
- Match Karpov – Kamsky à Elista (1996),
- Championnat du monde à Groningue et Lausanne (1997-1998),
- Championnat du monde à Las Vegas (1999).

En novembre 2015, Ilioumjinov est considéré comme « Specially Designated National » par l'Office of Foreign Assets Control du département du Trésor des États-Unis en raison de ses liens commerciaux avec l'État syrien visé par des sanctions américaines en raison de la Guerre civile syrienne. Ilioumjinov est considéré comme proche de Bachar el-Assad ou encore de Kaddafi. Le directoire présidentiel décide qu'Ilioumjinov se retire des affaires juridiques, financières et commerciales de la FIDE tant qu'il est sur la liste de l'OFAC et qu'il est remplacé par Georgios Makropoulos. En février 2018, les comptes de la FIDE dans la banque UBS sont fermés en raison des sanctions américaines contre Ilioumjinov.
En juillet 2018, la commission d'éthique de la FIDE traite une plainte du directoire présidentiel contre Ilioumjinov. Le président est sanctionné pour avoir nui aux intérêts de la FIDE, tenté de discréditer le directoire présidentiel et fait des déclarations mensongères. Il est interdit de toute position officielle au sein de la fédération pendant 6 mois (avec 12 mois supplémentaires en sursis). Ilioumjinov est remplacé à titre intérimaire par Georgios Makropoulos.
La prochaine élection pour la présidence de la FIDE se déroule en octobre 2018 et Arkadi Dvorkovitch est élu pour remplacer Makropoulos.

### Anecdote ufologique
Selon la revue Courrier international, Il a affirmé avoir été enlevé par un vaisseau spatial extraterrestre le 18 septembre 1997.

### Accusation de corruption
Larissa Youdina est une journaliste qui publia des articles dénonçant la corruption dans la ville d'Elista. Elle meurt en 1998 assassinée et des rumeurs planent sur Kirsan Ilioumjinov dans son rôle dans l’assassinat.

### Financement d'édifices religieux
Il dépense des millions de dollars en faisant construire une église catholique, une synagogue, 22 églises orthodoxes et 30 temples bouddhistes,,.

## Publications
- (en) The President's Crown of Thorns, Ishi Press International, 2011[18].